# 靖西雲南鰍
靖西云南鳅（学名：Yunnanilus jinxiensis）为輻鰭魚綱鲤形目條鳅科云南鳅属的鰭中一種，分布於中國廣西壯族自治區靖西市祿峒鎮洞穴流域，本魚體粗狀，呈紡錘形，眼中大，口小，次下位，上下唇具皺褶，具觸鬚3對，體被鱗片，側線不完整，側線孔15-20個，體色為淺黃色，腹部顏色略淡，背部具蟲狀斑紋，體中央具一黑色縱紋，尾鰭基部具一黑色橫紋，體長可達7.2公分，棲息在洞穴底層水域，生活習性不明